# Улица Леонтовича (Одесса)
Улица Леонтовича — улица в Одессе, в историческом центре города. Берёт начало от пересечения с Успенской улицей и заканчивается пересечением с Итальянским бульваром у начала Французского бульвара

## История
Названа в честь композитора Николая Леонтовича (1877—1921).
1 июля 1827 года (старого стиля) в Одессе была сооружена новая (вторая по счёту) граница порто-франко. Прежняя граница не справлялась со своими задачами по причине большой, 36 километров, протяжённости. Новая граница представляла собой земляной вал, огибавший центральную часть города полукругом от Херсонской улицы (ныне — Пастера) до побережья возле Новой крепости (ныне территория парка им. Т. Г . Шевченко).
После ликвидации границы порто-франко на месте вала была проложена Старопортофранковская улица.
В 1897 году Старопотофранковская улица была разделена на две части, а 18 апреля 1901 года уже на четыре части: собственно Старопортофранковскую (от Херсонского спуска к Преображенской улице), Итальянский бульвар (от Земской улицы до юнкерского училища), участок улицы между Успенской улицей и Итальянским бульваром назвали в честь известного литературного критика Виссариона Белинского, далее к Ланжерону следовал Лидерсовский бульвар.
Существует упоминание о том, что уже в 1890 году этот участок получил название Стурдзивская улица, в честь основателя богадельни, мецената Александра Стурдзы. Однако в адресных справочниках 1899—1904 годов, а также на картах этот участок обозначен как Старопортофранковская улица.
Под именем Белинского улица просуществовала до 19 мая 2016 года, когда улица была переименована в честь украинского композитора Николая Леонтовича.

## Известные жители

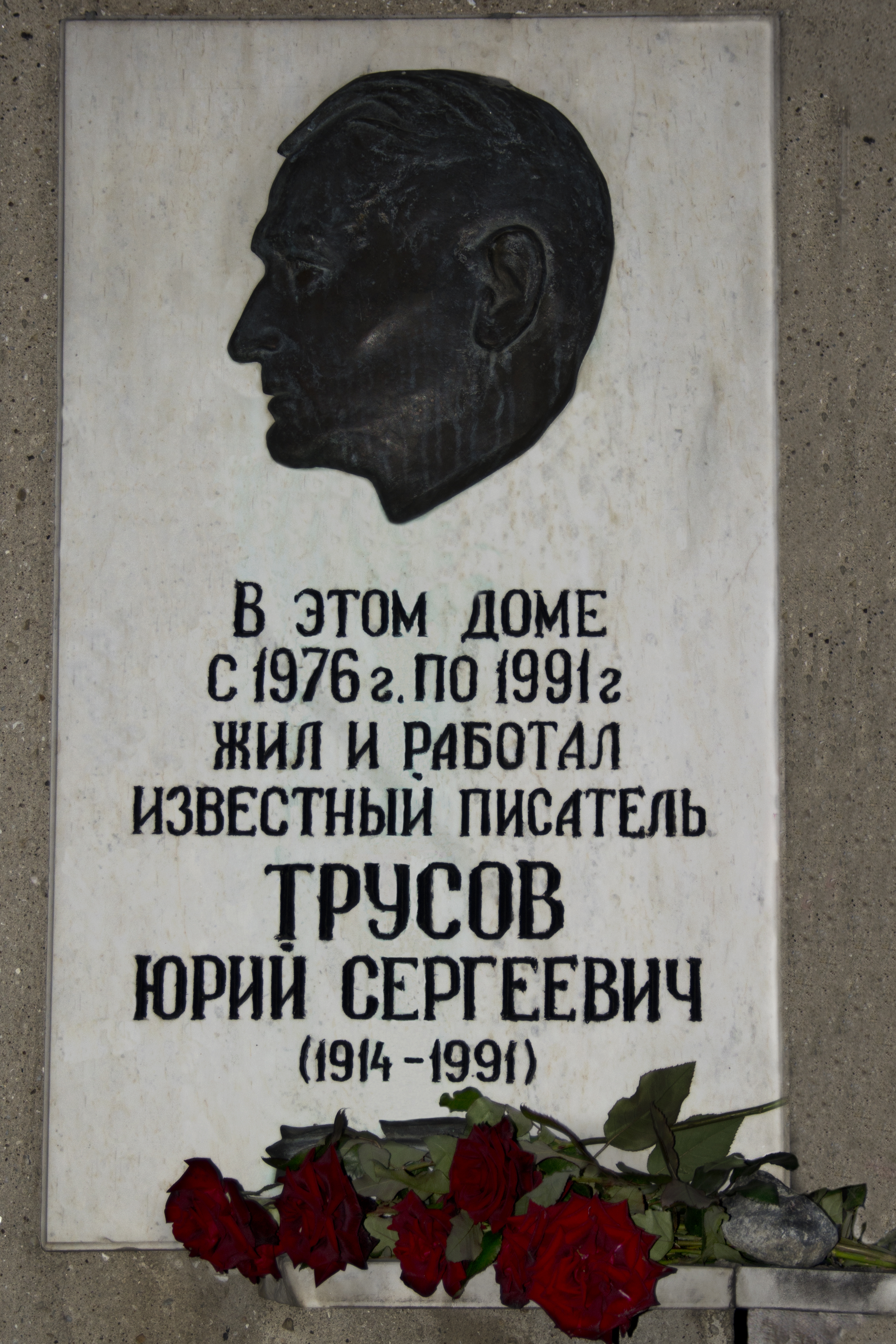
д.9 Мемориальная доска писателю Трусову

- В д. 6 провёл свои последние годы писатель Юрий Трусов (в 1991 году установлена мемориальная доска)
- В д. 9 до начала 1920-х годов проживал профессор-филолог А. И. Томсон[1]

## Достопримечательности
д. 5 — Музей современного искусства
д. 15 — Особняк Я. Меннера.